# Крестовка (Коми)
Крестовка (коми Крестовка) — деревня в Усть-Цилемском районе Республики Коми России. Входит в состав сельского поселения Окунев Нос.

## История
По состоянию на 1920 год, в деревне Крестовской имелось 10 дворов и проживало 45 человек (18 мужчин и 27 женщин). В административном отношении деревня входила в состав Абрамовского общества Росвинской волости Печорского уезда.

## География
Деревня находится в северо-западной части Республики Коми, на острове Крестовский, образованном протоками реки Печора, на расстоянии примерно 101 километра (по прямой) к северо-северо-востоку (NNE) от села Усть-Цильма, административного центра района. Абсолютная высота — 20 метров над уровнем моря.

### Часовой пояс
Деревня Крестовка, как и вся Республика Коми, находится в часовой зоне МСК (московское время). Смещение применяемого времени относительно UTC составляет +3:00.

## Население
| 2010 |
| ---- |
| 46   |

Гендерный состав
По данным Всероссийской переписи населения 2010 года в гендерной структуре населения мужчины составляли 56,5 %, женщины — соответственно 43,5 %.
Национальный состав
Согласно результатам переписи 2002 года, в национальной структуре населения русские составляли 97 % из 207 чел.

## Инфраструктура
В деревне функционирует фельдшерско-акушерский пункт (структурное подразделение Усть-Цилемской ЦРБ).

## Улицы
Уличная сеть деревни состоит из одной улицы (ул. Центральная).